# Microvalgus castaneipennis
Microvalgus castaneipennis är en skalbaggsart som beskrevs av Macleay 1871. Microvalgus castaneipennis ingår i släktet Microvalgus och familjen Cetoniidae. Inga underarter finns listade i Catalogue of Life.